# Santi Suk (huyện)
Santi Suk (tiếng Thái: สันติสุข) là một huyện (amphoe) ở trung bộ thuộc tỉnh Nan, phía bắc Thái Lan.

## Lịch sử
Tiểu huyện (King Amphoe) Santi Suk được thành lập ngày 15 tháng 6 năm 1981, khi hai tambon Du Phong và Pa Laeo Luang đã được tách ra từ huyện Mueang Nan. Tambon Phong đã được chuyển từ huyện Mae Charim sang từ ngày 21 tháng 4 năm 1983. Tiểu huyện này đã được nâng thành huyện ngày 4 tháng 7 năm 1994.

## Địa lý
Các huyện giáp ranh (từ phía bắc theo chiều kim đồng hồ): Tha Wang Pha, Pua, Bo Kluea, Mae Charim, Phu Phiang và Mueang Nan.

## Hành chính
Huyện này được chia thành 3 phó huyện (tambon), các đơn vị này lại được chia ra thành 31 làng (muban). Không có khu vực thành thị, có 3 Tổ chức hành chính tambon.
| STT | Tên           | Tên tiếng Thái | Số làng | Dân số |  |
| --- | ------------- | -------------- | ------- | ------ |  |
| 1.  | Du Phong      | ดู่พงษ์           | 8       | 5.022  |  |
| 2.  | Pa Laeo Luang | ป่าแลวหลวง      | 10      | 4.513  |  |
| 3.  | Phong         | พงษ์            | 13      | 6.154  |  |